# アレックス・ライリー
アレックス・ライリー（Alex Riley、1981年4月28日 - ）は、アメリカ合衆国のプロレスラー。本名：ケビン・ロバート・カイリー・ジュニア（Kevin Robert Kiley, Jr.）、バージニア州フェアファックス出身。

## 来歴
2007年、WWEとディベロップメント契約を交わし入団。10月に傘下団体のFCWにてデビュー。2008年、リングネームをカーソン・オークリー（Carson Oakley）に変更。スコッティー・ゴールドマンとタッグを組んでFCWフロリダタッグチーム王座に数度挑戦するも奪取とはいかなかった。タッグ解消後シングルに転向、リングネームをアレックス・ライリー（Alex Riley）へと変更し、人気者の大学生というギミックになった。2009年、FCWフロリダヘビー級王座に挑戦するなどトップに成長。同時にWWEに昇格し、ダークマッチとハウスショーに出場するが番組に登場することができず降格となった。

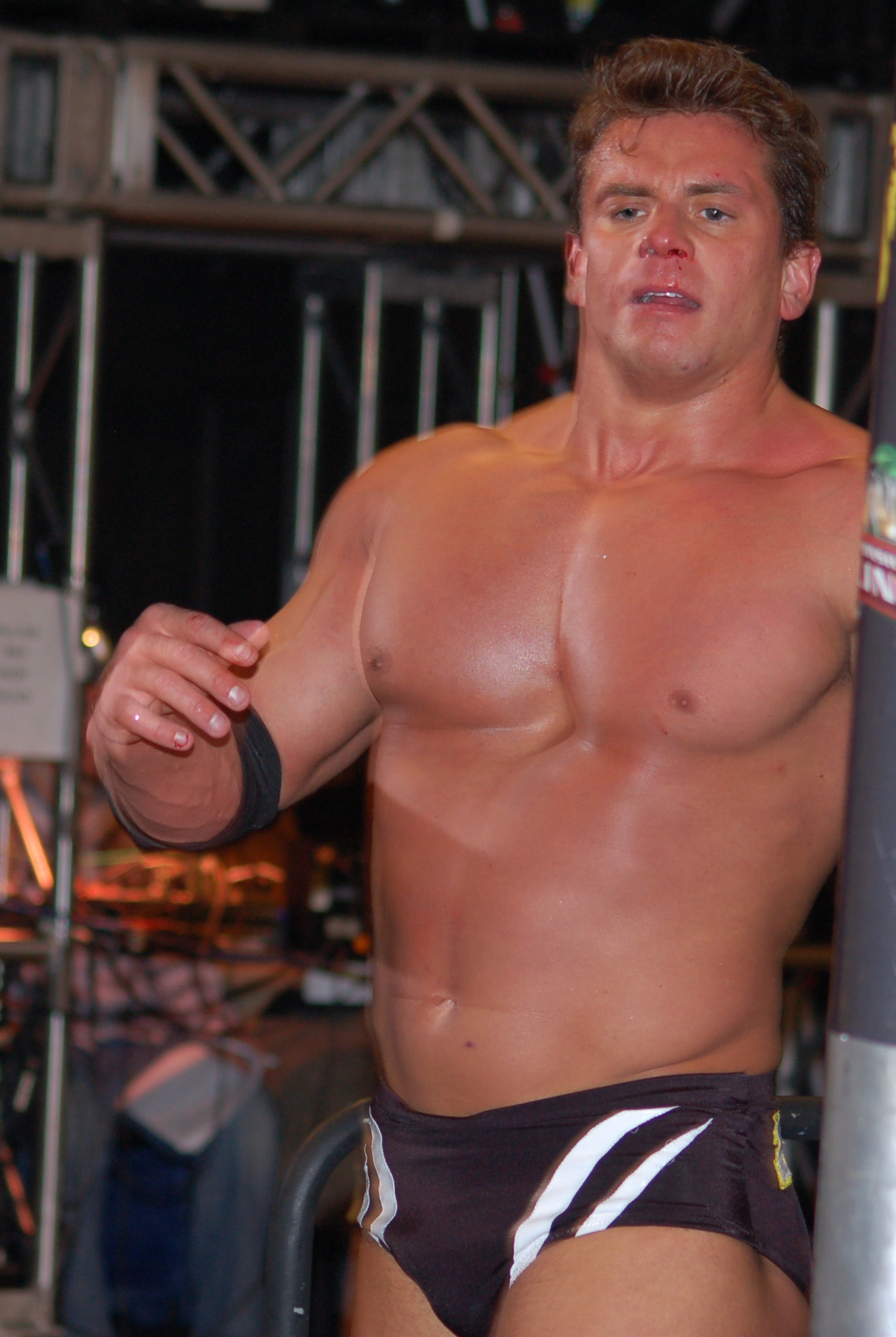
2010年1月、FCW

2010年、3月にジャスティン・エンジェルとウェイド・バレットとの3ウェイ形式のタイトルマッチにエンジェルからフォールを奪い、FCWフロリダヘビー級王座を奪取した。
6月、NXTのシーズン2にルーキーとして参加。ザ・ミズをプロに迎え、第3位という結果に終わる。NXTシーズン2が終了してからはミズと個人契約し、RAWにて行動を共にすることとなった。また、並行してFCWにも出場し7月にメイソン・ライアンから王座を奪取された。RAWでは主にミズのアシスト役となっていたが、ミズの身がわりにひどい目に遭うことがあった。
2011年のロイヤル・ランブルを機に、正式ロスターとしてHPに載った。だが、WrestleMania XXVII直前でのミズとシナの抗争の最中に自らがシナとの金網戦に破れ、ミズの元を去ってしまう。しかし数週間後にミズ対グレート・カリの試合に乱入してミズを援護、再雇用されてミズの元に戻った。WrestleMania XXVIIではミズのセコンドとして出場した。しかし4月25日のドラフトでSmackDown!に移籍となり、NXTでのダークマッチでミズが必要ない事を示すと奮起しジョニー・カーティスと試合するも敗北。4月29日、5年ぶりのSmackDown!復帰となったランディ・オートンがリングで話しているところへ入場曲を変更して登場するが、会話も交わすことなくRKOで瞬殺される。
弟子、そして広報部長としてミズの元で戦ってきたが、Extreme Rules 2011のWWE王座戦ではミズの援護に現れなかった事、翌日のジョン・シナとのリマッチではライリーが原因でレフェリーに反則を悟られてしまった事などが重なり、激高したミズに散々罵倒されたあげく解雇を宣告されたことでついに我慢の限界となり反撃、そのままベビーターンした。

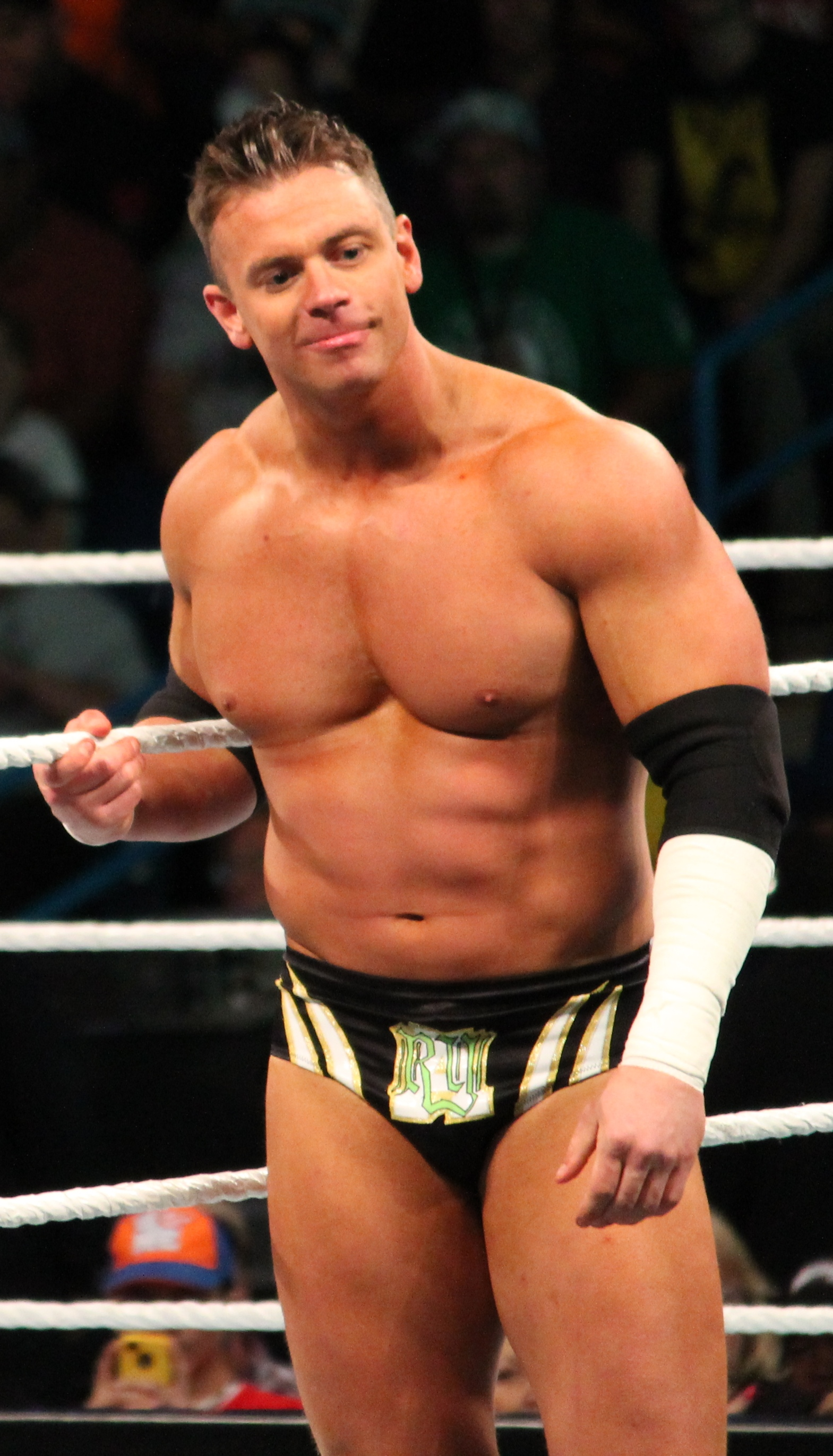
2012年

6月19日、Capitol Punishment 2011にて、ミズとシングルマッチを行い勝利で抗争に決着をつけた。ミズとの抗争終了後、Superstarsではマイケル・マクギリカティと連戦。2012年にはNXTでの出番が多くなり、シーズン5ではタイタス・オニールとダレン・ヤングを相手に抗争。オニールとヤングとの抗争後、NXTがFCWと合併し、新生NXTに移行するとSuperstarsでの試合が中心となるが負傷した事により欠場。復帰後はNXTが主戦場となる。故障後はカラーコメンテーターへと転身。WWEの各ブランドの番組やNXTで出番を担った。
2013年より長らく試合面においてはWWE Liveでの出場が中心となっていたが2015年3月、NXTにてケビン・オーウェンスにより因縁をつけられた事により憤怒し、復帰を決意するというアングルを組まれた。同月11日、CJパーカーと対戦して勝利し、18日にオーウェンスと対戦するものの敗戦した。
2016年5月6日、WWEから解雇となった。

## 得意技
- ライリー・エレベーション

現在のフィニッシャー。リフティング・DDT。Capitol Punishment 2011から使用している。エッジが使用していたエッジ・キューションと同型技。開脚式ではない。
- サドン・デス

デビュー当時から現在のフィニッシャー。相手をファイヤーマンズキャリーに抱え上げ、相手の脚を振ってダイヤモンド・カッターに移行する。
FCWではYou're Dismissed、Superstarsではファイナルスコアの技名で使用。
- スパイン・バスター
- スピアーからのマウントナックル
- ネックブリーカー
- テキサスクローバーホールド

## 獲得タイトル
- FCWフロリダヘビー級王座 : 1回

## 入場曲
- Fullout
- Going Postal
- Black Fury
- Fierce Days
- Turntables of Destruction
- Say It To My Face (Downstait) - 現在使用中